# 镇龙北站
镇龙北站是廣州地鐵14號線知识城支线的一座車站，位於中國廣東省廣州市黄埔區知识大道新田村路口的地底。2017年12月28日随14号线知識城支線通车而启用。
本站与位于镇龙站旁的镇龙车辆段接轨。

## 車站結構

### 車站樓層
本站共有兩層，地面為知识大道、广州宝能新能源汽车产业园及附近其它建築，地下一層为站厅层；地下二層為14號綫月台。
| 地下一层 | 站厅                       | 售票機、客服中心、商店、警务室、安检设施 |  |  |
| 地下二层 | 2 站台                     | █14号线 新和方向（下站：汤村）           |  |  |
|          | 岛式站台（卫生间、母婴室） |                                          |  |  |
|          | 1 站台                     | █14号线 镇龙方向（下站：镇龙）           |  |  |

### 站厅

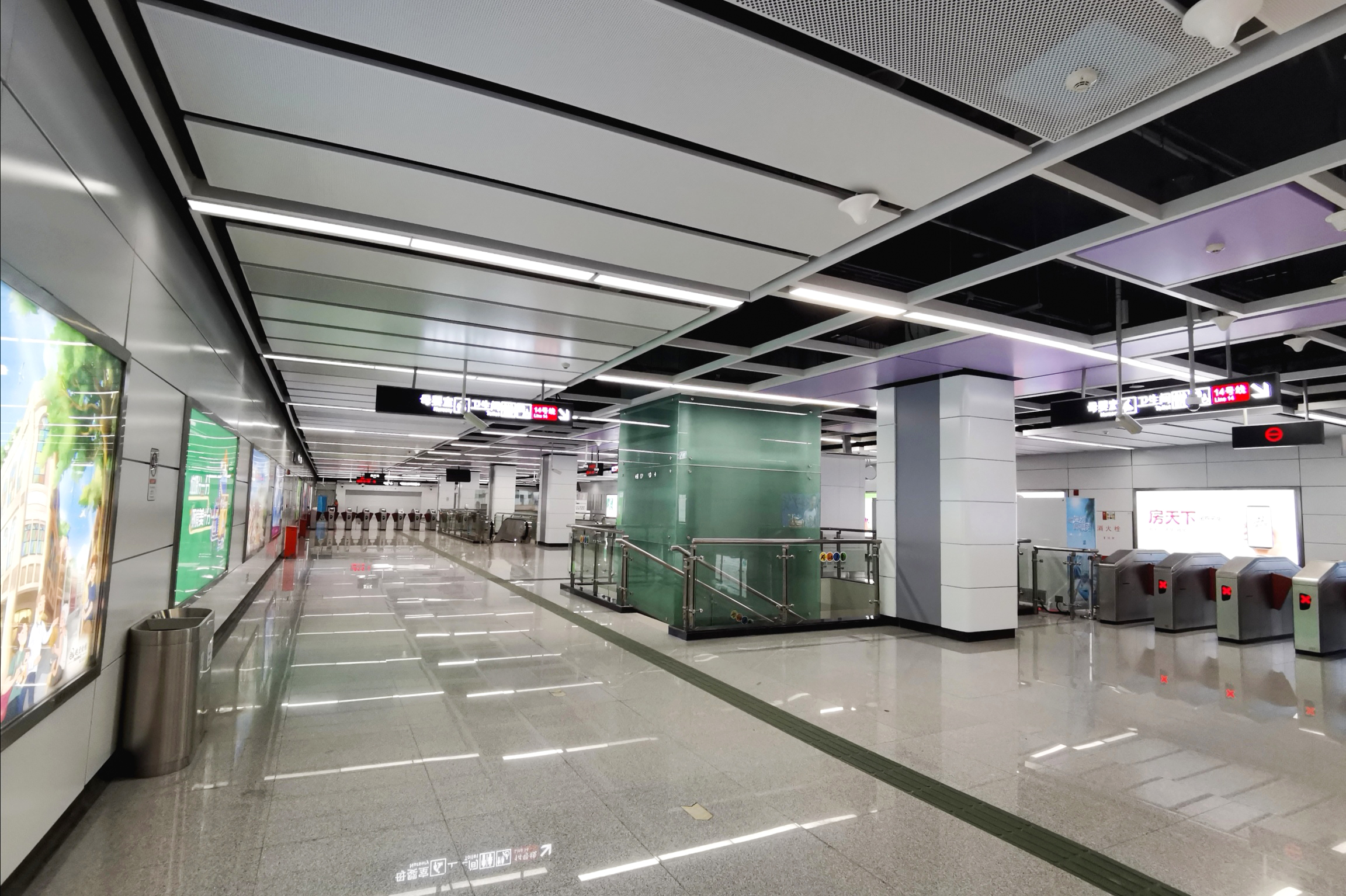
站厅

镇龙北站站厅設有售票機及客務中心，亦设有自动照相机和自动售卡/充值机等设施。
为方便行人进出，镇龙北站厅西侧被划分为收费区，收费区内设有一台专用电梯，以及多部扶手电梯和楼梯供乘客来往于站厅及月台层。

### 月台
本站設有一個島式月台，位於知识大道地底。本站的卫生间设于站台往新和方向的一侧，母婴室则设于往镇龙方向的一侧。

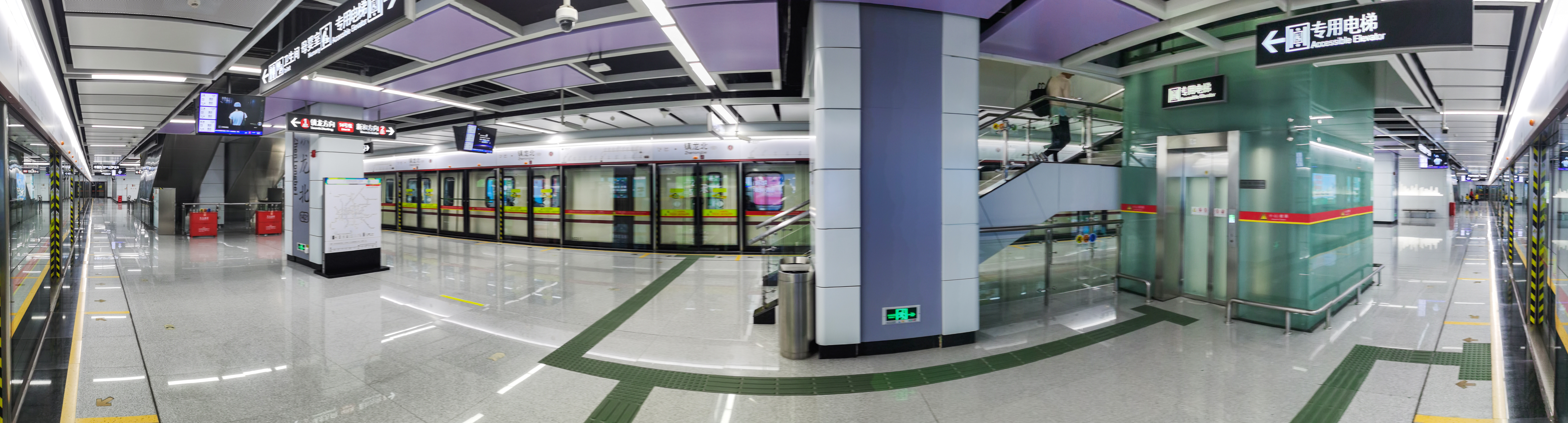
1号月台全景图

另外，本站南端設有往返镇龙車輛段的出入段線。

### 出入口
镇龙北站目前设有4个出入口供乘客进出。
|                                           |                                                       |      |          |                                          |
| 編號                                      | 设施                                                  | 图片 | 出口指示 | 建議前往的目的地                         |
| A                                         | 扶手电梯标志                                          |      | 知识大道 |                                          |
| B                                         | 盲道标志 · 扶手电梯标志                               |      | 知识大道 | 地铁镇龙北站（洋田村）公交车站（东南行） |
| C                                         | 盲道标志 · 扶手电梯标志                               |      | 知识大道 |                                          |
| D                                         | 盲道标志 · 升降机标志 · 无障碍通道标志 · 扶手电梯标志 |      | 知识大道 | 地铁镇龙北站（洋田村）公交车站（西北行） |
| 註： 設有 \| 設有 \| 設有 \| 設有扶手電梯 |                                                       |      |          |                                          |

## 接驳交通
| 巴士线路（地铁镇龙北站（洋田村）站） \| 编号 \| 编号 \| 线路 \| 线路 \| 线路 \| 收费 \| 备注 \| \| ---- \| ----- \| -------------------- \| ---- \| ------------------------ \| ---- \| ------------- \| \| \| 343 \| 龙狮璟珑府 \| ⇆ \| 凤尾村委 \| 2元 \| 30分/班 \| \| \| 365 \| 黄埔低空经济创新中心 \| ⇆ \| 知识城南（地铁何棠下站） \| 3元 \| 不大于25分/班 \| \| \| 370 \| 科教城西公交总站 \| ⇆ \| 创新大道（万科幸福荟） \| 3元 \| 30分/班 \| \| \| 夜126 \| 地铁镇龙站 \| ⇆ \| 地铁红卫站 \| 3元 \| 370路附属线路 \| |       |                      |      |                          |      |               |
| 编号 | 编号  | 线路                 | 线路 | 线路                     | 收费 | 备注          |
| | 343   | 龙狮璟珑府           | ⇆    | 凤尾村委                 | 2元  | 30分/班       |
| | 365   | 黄埔低空经济创新中心 | ⇆    | 知识城南（地铁何棠下站） | 3元  | 不大于25分/班 |
| | 370   | 科教城西公交总站     | ⇆    | 创新大道（万科幸福荟）   | 3元  | 30分/班       |
| | 夜126 | 地铁镇龙站           | ⇆    | 地铁红卫站               | 3元  | 370路附属线路 |

## 历史
2014年5月12日，本站正式动工；2015年9月10日，本站至康大（现汤村站）的盾构隧道正式开挖；2016年8月4日上午，本站封顶；2016年9月17日，本站至康大（现汤村站）的双线盾构隧道贯通。
2017年12月28日，本站随14号线知识城线开通而启用。
2018年10月，广州市交委与广州地铁集团在14号线知识城支线汤村至镇龙段开展列车脱轨紧急疏散应急演练，其中10月11日19时至运营结束为预演，10月31日18时至次日12时为正式演练。演练期间本站停止对外服务。
2019年2月21日，广州突发暴雨，大量雨水涌入站内造成水浸。本站已于次日恢复正常服务。